# Bernard Benjamin
Pour les articles homonymes, voir Benjamin.
Bernard Benjamin (8 mars 1910 – 15 mai 2002) est un statisticien de la santé, actuaire et démographe britannique. Il est l'auteur ou le co-auteur d'au moins six livres et plus de 100 articles dans des revues savantes.

## Carrière
Il est né à Londres et étudie la physique à temps partiel au Sir John Cass College tout en travaillant comme actuaire pour le fonds de pension London County Council, qu'il quitte plus tard pour la section de la santé publique. Après la guerre en tant que statisticien dans la Royal Air Force, il retourne au même emploi civil et étudie à temps partiel pour un doctorat sur l'analyse de la mortalité liée à la tuberculose. Il a été nommé statisticien en chef au General Register Office (en) en 1952, directeur de la statistique au Ministère de la Santé en 1963, puis le premier directeur de l'Unité du renseignement du Greater London Council en 1966. En 1973, il est devenu professeur de sciences actuarielles à la City University, devenant le premier titulaire d'une chaire en sciences actuarielles dans une université anglaise, où il a conçu le premier programme universitaire de premier cycle sur ce sujet dans le pays.

## Prix et distinctions
Il est secrétaire général de l'International Union for the Scientific Study of Population de 1962 à 1963. Il est président de l'Institute of Actuaries (en) de 1966 à 1968 et de la Royal Statistical Society de 1970 à 1972 et reçoit les plus hautes distinctions des deux organes – la Médaille d'or (1975) et la médaille Guy en or (1986), respectivement.